# Мадам (певица)
Мадàм (Madame), псевдоним на Франчèска Калеàро (на италиански: Francesca Calearo), е италианска певица, авторка на песни и рапърка.
Придобива известност през 2018 г. благодарение на песента Sciccherie („Шикозни неща“). След това участва 2 пъти във Фестивала на италианската песен в Санремо: през 2021 г. с песента Voce („Глас“), с която печели Награда „Лукреция за Санремо“ за музикално-литературно качество, и през 2023 г. с песента Il bene nel male („Доброто в злото“), с която се класира на 7-о място.

## Биография
Франческа Калеаро е родена в Креацо, провинция Виченца на 16 януари 2002 г. Учи в гимназия „Фогацаро“ във Виченца, където завършва трета година със закъснение по математика.

### Дебют и първи сътрудничества (2018 – 2020)
През 2018 г., на 16 г. Мадам подписва договор с Катерина Казели и  лейбъла Шугър Мюзик. Няколко дни по-късно, през септември, тя дебютира със сингъла Anna, продуциран от Ейемджей. Към края на годината издава втория си сингъл Sciccherie, по-късно сертифициран като платинен, благодарение на който започва да бъде забелязвана сред най-добрите изгряващи италиански изпълнители от своето поколение. През август следващата година Sciccherie е споделена в Инстаграм от футболиста Кристиано Роналдо, тогава с втория най-следван профил на света в социалната мрежа, което внезапно увеличава популярността на младата певица.
През 2019 г. Мадам преминава под ръководството на Паола Дзукар, мениджърка на много изпълнители от хип-хоп сцената и извън нея. След този договор излизат синглите 17, продуцирани от Ейемджей и Маго дъ Блок, и La promessa dell'anno („Обещанието на годината“), продуцирани от Естремо. Сътрудничи си с Тредичи Пиеро (син на Джани Моранди) в песента Farabutto („Негодник“) от миниалбума му Assurdo. Към края на годината Мадам си сътрудничи с Еркоми в песента Rosso („Червено“) на Найт Скини, с Енси в Mira („Цели се“) и с Маракеш в песента Madame - L'anima („Мадам - душата“), последната сертифицирана като  двойно платинена.
Между февруари и април 2020 г. Мадам издава синглите Baby (по-късно сертифициран като платинен) и Sentimi („Чуй ме“), и двата продуцирани от Крукърс. След това е поканена да направи песента Weekend в микстейпа Bloody Vinyl 3 заедно с Young Miles и Slait, и официалния ремикс на Andromeda, сингъл на Елоди. През юли си сътрудничи с Дардъст, Гали и Маракеш при създаването на сингъла Defuera, който е сертифициран като платинен.
През септември Мадам участва в Heroes, първият сборен стрийминг концерт в Италия. През същия период тя допринася за създаването на Nuove strada с Ерния, Гая, Самурай Джей и Еркоми и продукцията на Андри дъ Хитмейкър: сингълът достига номер 51 в италианските класации. През октомври си сътрудничи с Неграмаро в албума Contatto с песента Non è vero niente („Нищо не е вярно“), докато през ноември е издаден соловият ѝ сингъл Clito.
На 3 декември певицата открива полуфинала на 4-тото издание на X Factor, като пее своята Baby в дует със състезателя Блайнд. Следващата седмица, на 10 декември, тя отново е гост в шоуто за таланти по време на финала, изпълнявайки Non è vero niente заедно с Неграмаро. На 18 декември участва в сингъла Euforia на Крис Нолан.

### Фестивал в Санремо и други ангажименти (от 2021 г.)
През януари 2021 г. Мадам издава сингъла Il mio amico („Моят приятел“) в сътрудничество с Фабри Фибра, сертифициран за платинен от FIMI. На 5 февруари заедно с Еркоми изпълнява песента Acqua („Вода“), съдържаща се в дебютния албум на Мейс OBE.
Между 2 и 6 март участва във Фестивала в Санремо 2021, в раздел „Шампиони“, с неиздаваната Voce („Глас“). В края на фестивала достига осма позиция, спечелвайки Награда „Лунеция“ за музикално-литературната стойност на произведението и Награда „Серджо Бардоти“ за най-добър текст. Сингълът е сертифициран четворно платинен от FIMI.
Madame – първият ѝ официален албум, е издаден на 19 март, състоящ се от 16 песни, включително 8 с участието и издадени от Шугър Мюзик. През третата си седмица в класацията достига челната позиция в Класацията за албуми на FIMI, по-късно сертифициран като двойно платинен от FIMI. На 4 юни излиза сингълът Marea („Прилив“), продуциран от Дардъст и Байъс. На 13 юли Мадам завоюва две Плакета „Тенго“ – един за най-добра първа творба за албума Madame и друг за най-добра песен с Voce.
През юли 2021 г. ѝ е поверена ролята на концертмайстор в Нощ на тарантата за Големия концерт на 28 август – роля, която тя ще сподели с композитора Енрико Мелоци. Същия месец си сътрудничи с Леон Фаун в песента Poi, Poi, Poi („После, после, после“), съдържаща се в албума C'era una volta.
На 3 септември излиза новият ѝ сингъл Tu mi hai capito („Ти ме разбра“) с участието на Сфера Ебаста, а на следващия ден от Бреша тръгва първото ѝ мини турне Madame in tour Estate 2021 . На 22 септември 2021 г. тя е обявена за един от водещите на телевизионното предаване Le Iene („Хиените“) заедно с Никола Савино, и е водеща на епизод на 2 ноември. През ноември 2021 г. Мадам участва заедно с Киело от FSK Satellite в сингъла La strega del frutteto („Вещицата от овощната градина“) от албума на Сик Люк X2. Тя също така участва в различни сингли: в сингъла Perso nel buco („Изгубен в дупката“) 2021) от преизданието на едноименния миниалбум на Санджовани, в сингъла Mi fiderò („Ще се доверя“) (2021) от албума на Марко Менгони Materia (Terra) и в сингъла Pare („Изглежда“) (2022) от албума на Гали Sensazione ultra.
На 15 април излиза новият ѝ сингъл L'eccezione („Изключението“), написан за поредицата на Амазон Прайм Видео Bang Bang Baby, докато на 3 май стартира първото си турне Madame in tour 2022, първоначално планирано за ноември 2021 г., но отложено поради пандемията от COVID -19.
На 23 август 2022 г. е обявена за първи път за водеща на финалния концерт от „Нощи на тарантата“ (тя е съводеща).
На 4 декември 2022 г. е обявено участието ѝ в конкурса на фестивала Санремо 2023 с песента Il bene nel male („Злото в доброто“).

## Личен живот
Израствайки в Креацо, тя посещава гимназията по хуманитарни науки „Дон Джузепе Фогацаро“ във Виченца, където се запознава с певеца Санджовани, с когото е близка приятелка.
Разкрива, че е бисексуална във интервю за „Република“ през март 2021 г. В интервю за в. „Кориере дела Сера“ заявява,  че е била жертва на от тормоз през ученическите си години.
През декември 2022 г. Мадам е разследвана заедно с тенисистката Камила Джорджи от Прокуратурата на Виченца за престъпление на интелектуална подправка срещу Националната здравна система. Според хипотезата на прокуратурата Мадам е получила Зелен сертификат, без действително да е била подложена на ваксина срещу COVID-19. Разследването е родено в контекста на по-широко разследване, което включва, наред с други, лекарка от Виченца, на която Мадам изглежда е била пациентка.
Тази новина предизвиква неяснота относно възможността певицатат да участва в новогодишния концерт на Циркус Максимус в Рим, но участието ѝ е потвърдено. По същия начин художественият директор на Фестивала в Санремо 2023 Амадеус потвърждава присъствието ѝ на песенния конкурс, позовавайки се на принципа на презумпцията за невиновност.
На 4 януари 2023 г. певицата нарушава мълчанието с публикация в социалните мрежи, без да споменава незаконното притежание на фалшивия Зелен сертификат. По тозо случай тя заявява, че, прибягвайки до природни средства, тя е жертва на родителски страхове, че няма ваксина срещу COVID-19, което е несравнимо с никоя друга ваксина, предложена от закона, и че е променила решението си, като започва целия цикъл от ваксинации точно преди да бъде повикана от полицейското управление. След широко разпространена критика тя премахва публикацията на следващия ден, заявявайки, че го е направила, за да „даде място на новите си проекти“.

## Музикален стил
Мадам пише текстовете си, използвайки рими, реторични фигури и нетипични за рап жанра метрики. Музиката ѝ често се определя като градска със силни ритъм и блус влияния. Певицата заявява, че жанровете, от които черпи най-голямо вдъхновение, са трап, сицилианска неомелодия, музиката на Фабрицио Де Андре и инструменталната музика на изпълнители като Лудовико Ейнауди и Еди ван Хален. Основните ѝ отправни точки са рапърите Ици и Еркоми.

## Дискография
Студийни албуми
- 2021 – Madame

## Турнета
- 2021 – Madame in tour estate 2021
- 2022 – Madame in tour 2022
- 2022 г. – Madame in tour estate 2022

## Признания
- Фестивал на италианската песен в Санремо 2021 г.
  - Награда „Лунеция“ за музикално-литературна стойност на произведение с Voce
  - Награда Серджо Бардоти за най-добър текст с Voce

- Плакет „Тенко“
  - 2021 г. - Най-добра сингъл песен с Voce
  - 2021 г. - Най-добра дебютна творба с Madame

Европейски музикални награди на MTV
- 2021 – Номинация за най-добър италиански изпълнител [48]

Музикални награди SEAT
- SEAT Music Awards за албума Madame и сингъла Voce [49]

- Награда Basilica Palladiana 2022[50]